# 찰스 베넷
찰스 베넷(Charles Bennett, 1889년 3월 11일 ~ 1943년 2월 15일)은 뉴질랜드에서 태어난 미국의 배우이다.

## 영화
- 우정 (1936년 영화)
- 로빈 훗의 모험
- 강가딘 (영화)
- 시민 케인
- 미니버 부인
- 마음의 행로